# Crepidorhopalon tenuifolius
Crepidorhopalon tenuifolius är en tvåhjärtbladig växtart som först beskrevs av Philcox, och fick sitt nu gällande namn av E. Fischer. Crepidorhopalon tenuifolius ingår i släktet Crepidorhopalon och familjen Linderniaceae. Inga underarter finns listade i Catalogue of Life.